# Браш (Колорадо)
Браш (енгл. Brush) град је у америчкој савезној држави Колорадо.

## Демографија
По попису из 2010. године број становника је 5.463, што је 346 (6,8%) становника више него 2000. године.
| Група             | 2000.         | 2010.         |
| Белци             | 3.143 (61,4%) | 3.308 (60,6%) |
| Афроамериканци    | 20 (0,4%)     | 72 (1,3%)     |
| Азијати           | 8 (0,2%)      | 24 (0,4%)     |
| Хиспаноамериканци | 1.904 (37,2%) | 1.979 (36,2%) |
| Укупно            | 5.117         | 5.463         |